# Maciej Szczodrowski
 Maciej Szczodrowski z Błociszewa, Brodnicy i Szczodrowa herbu Ostoja (zm. po 1440 r.) – rycerz, dziedzic Brodnicy i Wronowa, właściciel Szczodrowa w Wielkopolsce.

## Życiorys
Maciej Szczodrowski urodził się zapewne w jednym z majątków rodzinnych – w Brodnicy lub Błociszewie). Był synem Mikołaja z Błociszewa Błociszewskiego, kasztelana santockiego i sędziego poznańskiego. Jego matką była Katarzyna. Miał siostrę Jadwigę i braci: Mikołaja, Andrzeja i Jana. Ożeniony był z Małgorzatą, dziedziczką części Szczodrowa. W roku 1420 prowadził spór sądowy z kapitułą poznańską o granice między Górką i Brodnicą. Tego roku występował wraz z bratem Andrzejem. Jako dziedzic we Wronowie występował w roku 1426. Żył jeszcze w roku 1440, kiedy jego brat Andrzej Brodnicki ręczył za niego, iż będzie żył w zgodzie ze Stanisławem, woźnym kościańskim.